# Reserva natural Punta Patiño
La Reserva Natural Punta Patiño es una área de reserva natural de selva y humedales localizada en la provincia de Darién en Panamá. La reserva natural engloba 263 km² de áreas protegidas. Punta Patiño está gestionada por la organización no gubernamental panameña Asociación Nacional para la Conservación de la Naturaleza (ANCON). Es la reserva privada más grande del país.

## Designación
Punta Patiño está incluida en la lista de Ramsar de humedales de importancia internacional. Fue incluida en esta lista el 13 de octubre de 1993 (número de referencia 630).

## Fauna
La fauna en la reserva incluye el águila harpía, perezosos de tres dedos, capibaras, delfines nariz de botella, cocodrilos, jaguares y ballenas jorobadas. 

### Aves
Punta Patiño también tiene una gran variedad de aves como la oropéndola negra, pelícano pardo, fragata, charranes, Haematopus, playero aliblanco, Numenius hudsonicus, playero manchado, alcedínidos, corocoro blanco, garzas y la gaviota reidora americana.

## Transporte
El aeropuerto de Punta Patiño provee acceso aéreo a Punta Patiño para avionetas y vuelos chárter. En 2017, Air Panama ofrecía vuelos chárter a Punta Patiño desde el Aeropuerto Internacional Marcos A. Gelabert en la Ciudad de Panamá.